# Sonny with a Chance (Soundtrack)
Sonny with a Chance ist der Soundtrack zur gleichnamigen Fernsehserie Sonny Munroe. Die Songs waren in verschiedenen Episoden der Serie zu sehen.

## Veröffentlichung und Promotion
Der Soundtrack wurde am 5. Oktober 2010 in Amerika veröffentlicht, in Deutschland ist er am 3. Juni 2011 auf einem Doppelalbum zusammen mit dem Soundtrack Jonas L.A. der gleichnamigen Fernsehserie erschienen. Die Songs sind sowohl in der ersten als auch in der zweiten Staffel der Serie zu hören. Einige Lieder wie zum Beispiel So Far, So Great und Me, Myself and Time werden auch vom Radiosender Radio Disney gespielt. Die Band Allstar Weekend hatte im Halloween-Special A So Random Halloween Special der Serie einen Gastauftritt, wo sie den Song Come Down with Love spielte. Das Lied Work of Art war in derselben Episode zu hören. What to Do taucht in der letzten Episode der zweiten Staffel (New Girl) auf.

## Songs in der Serie

### So Far, So Great
Der Song wurde bereits am 9. Juni 2009, während der ersten Staffel, veröffentlicht. Er ist der Titelsong der Serie und im Vorspann zu hören. Außerdem ist er als Bonus-Track auf dem zweiten Album von Demi Lovato, Here We Go Again, zu finden.

### Me, Myself and Time
Me, Myself and Time ist die zweite Singleauskopplung des Soundtracks und wurde am 3. August 2010 veröffentlicht. Sie konnte sich nicht in den Billboard Hot 100 platzieren, erreichte aber Platz 7 der erweiterten Bubbling-Under-Charts. Der Song wurde auch in einer Episode der Serie gezeigt.

## Titelliste
Neben den Hauptdarstellern Demi Lovato, Sterling Knight und Tiffany Thornton ist auch die amerikanische Band Allstar Weekend auf dem Soundtrack zu hören. Die Gruppe hatte auch einen Gastauftritt in der Episode A So Random Halloween Special.
| #   | Titel                  | Songwriting                                                  | Interpret           | Länge |
| --- | ---------------------- | ------------------------------------------------------------ | ------------------- | ----- |
| 1.  | Me, Myself and Time    | Antonina Armato, Tim James, Devrim Karaoglu                  | Demi Lovato         | 3:47  |
| 2.  | Hanging                | Lauren Christy, Graham Edwards, Scott Spock, Sterling Knight | Sterling Knight     | 2:58  |
| 3.  | Kiss Me                | Adrian Gurvitz, Tiffany Thornton                             | Tiffany Thornton    | 3:34  |
| 4.  | What to Do             | Jeannie Lurie, Aris Archontis, Chen Neeman                   | Demi Lovato         | 3:03  |
| 5.  | How We Do This         | Lauren Christy, Graham Edwards, Scott Spock, Sterling Knight | Sterling Knight     | 2:52  |
| 6.  | Work of Art            | Adam Anders, Nikki Hasman, Pam Sheyne                        | Demi Lovato         | 2:56  |
| 7.  | Come Down with Love    | Zachary Porter, Nathan Darmody, Mike Daly                    | Allstar Weekend     | 3:05  |
| 8.  | Sure Feels Like Love   | Marshall Altman, Jeff Cohen, Tiffany Thornton                | Tiffany Thornton    | 3:43  |
| 9.  | So Far, So Great       | Jeannie Lurie, Aris Archontis, Chen Neeman                   | Demi Lovato         | 2:14  |
|     | Brazilian-Bonus-Tracks |                                                              |                     |       |
| 10. | Meet You Later         |                                                              | Andressa Andreatto  | 2:59  |
|     | Polish-Bonus-Tracks    |                                                              |                     |       |
| 10. | Time to Shine          |                                                              | Agnieszka Mrozińska | 2:29  |

## Chartplatzierungen
Der Soundtrack erreichte Platz 163 der US-Album-Charts, in der offiziellen Soundtrack-Hitliste konnte er sich auf Platz acht platzieren. In der Kategorie der Alben für Kinder debütierte er auf Platz drei. In Großbritannien wurde der Soundtrack zwar veröffentlicht, konnte sich jedoch nicht in den Charts platzieren.
| ChartsChartplatzierungen       | Höchstplatzierung | Wochen |
| ------------------------------ | ----------------- | ------ |
| Vereinigte Staaten (Billboard) | 163 (1 Wo.)       | 1      |